# Tour of Qinghai Lake 2006
Die Tour of Qinghai Lake ist ein Radrennen in der chinesischen Provinz Qinghai, das zur UCI Asia Tour zählt und in die Kategorie 2.HC eingestuft ist.
Die 6. Tour of Qinghai Lake fand vom 15. bis 23. Juli 2006 statt. Sie wurde in neun Etappen über eine Distanz von 1.307 km ausgetragen. Fixpunkte der Etappenfahrt waren die Millionenstadt Xining und der Qinghai-See, einer der größten Salzwasserseen der Welt. Der Fahrer bewegten sich meistens in einer Höhe von 2000 bis 3000 Höhenmetern über dem Meeresspiegel.
Gesamtsieger wurde der Niederländer Maarten Tjallingii aus dem Team Skil-Shimano vor dem Iraner Hossein Askari (Giant Asia Racing Team) und dem Spanier Nácor Burgos aus der Mannschaft Relax-GAM Fuenlabrada, der die Sprintwertung gewann; sein Teamkollege und Landsmann Óscar García-Casarrubios konnte die Bergwertung für sich entscheiden. Relax-GAM Fuenlabrada gewann die Mannschaftswertung.

## Etappen
| Etappen   | Tag      | Start – Ziel                      | km  | Etappensieger        | Führender          |
| --------- | -------- | --------------------------------- | --- | -------------------- | ------------------ |
| 1. Etappe | 15. Juli | Qinghai Lake Hotel – Vogelinsel   | 121 | René Weissinger      | René Weissinger    |
| 2. Etappe | 16. Juli | Vogelinsel – Xihaizhen            | 152 | René Weissinger      | René Weissinger    |
| 3. Etappe | 17. Juli | Xihaizhen – Qinghai Lake Hotel    | 147 | Denys Kostjuk        | Hossein Askari     |
| 4. Etappe | 18. Juli | Qinghai Lake Hotel – Guide County | 164 | Daniel Lloyd         | Maarten Tjallingii |
| 5. Etappe | 19. Juli | Guide – Xining                    | 114 | David McCann         | Maarten Tjallingii |
| 6. Etappe | 20. Juli | Xining – Minhe-Xining             | 208 | Bohdan Bondarjew     | Maarten Tjallingii |
| 7. Etappe | 21. Juli | Xining – Menyuan                  | 151 | Maarten Tjallingii   | Maarten Tjallingii |
| 8. Etappe | 22. Juli | Menyuan – Huzhu                   | 166 | José Rafael Martínez | Maarten Tjallingii |
| 9. Etappe | 23. Juli | Xining – Xining                   | 84  | Bohdan Bondarjew     | Maarten Tjallingii |